# Yumurtalık, Yumurtalık
Yumurtalık là một xã thuộc huyện Yumurtalık, tỉnh Adana, Thổ Nhĩ Kỳ. Dân số thời điểm năm 2009 là 190 người.